# فلابي (لعبة فيديو 1983)
فلابي (بالإنجليزية: Flappy) (باليابانية: フラッピー) ، هي لعبة فيديو إلكترونية من نوع ألغاز ، أنتجت سنة 1983م وتعمل لعدة أنظمة ، ومنها نظام نينتندو إنترتينمنت سيستم والتي صدرت سنة 1986م في اليابان.

## مهمة اللعبة
يقوم بطل اللعبة بعمل طريقة لوضع الماسة الزرقاء في مكانها المناسب ، يجب وضع الماسة الزرقاء بحجم الصخرة الثقيلة بوضع مكانها يناسب لونها الأزرق لينتقل المرحلة التي تليه.